# Martin Michajlov
Martin Michajlov (* 2. února 1994) je český lední hokejista hrající na pozici brankáře.

## Život
Svou sportovní kariéru začal v klubu HC Stadion Litoměřice, za který následně nastupoval i v dorosteneckých a juniorských věkových kategoriích. Mezi muži se prvně na střídačce svého mateřského klubu ukázal během sezóny 2013/2014, ale do soutěžního zápasu nezasáhl. V následujícím ročníku odchytal dvanáct utkání za klub HC Draci Bílina v české třetí nejvyšší soutěži. Během sezóny 2015/2016 se již mezi litoměřickými muži dokázal prosadit a nastoupit ke třem soutěžním zápasům, nicméně hostoval též mezi bílinskými Draky a rovněž v celku HC Děčín. Následující ročník (2016/2017) nastupoval především za děčínský klub, ale v ročníku 2017/2018 nastoupil k patnácti utkáním za mateřské Litoměřice a dalších pět za Bílinu. V sezóně 2018/2019 se řadil k členům kádru Stadionu Litoměřice a ve dvou utkáních pomohl též děčínským. Po skončení ročníku přestoupil do pražské Slavie, která o něj již stála i během předchozí sezóny. V klubu zůstal po tři ročníky, ale před sezónou 2022/2023 změnil působiště a přesunul se do sokolovského Baníku.